# Copa d'Or de la CONCACAF de 2000
La Copa d'Or de la CONCACAF 2000 va ser la cinquena edició de la Copa d'Or de la CONCACAF, el torneig continental de la CONCACAF, que es realitzà als Estats Units durant el mes de febrer del 2000. El format del torneig va canviar respecte del de 1998: es va augmentar el nombre d'equips a dotze, i van ser dividits en quatre grups de tres equips. Els dos primers equips de cada grup passaven als quarts de final. Perú i Colòmbia van ser les convidades de la CONMEBOL i Corea del Sud la convidada de l'AFC.
Tots els partits del Grup D van acabar en empat, i Canadà i Corea del Sud van empatar a tot. Es va llançar una moneda a l'aire per decidir quin equip passava a quarts de final. Canadà va ser l'afortunada, i va acabar guanyant el torneig.

## Participants
Membres de la zona nord-americana classificats automàticament:
- Estats Units (amfitrió, 5a participació en la Copa d'Or)
- Mèxic (actuals campions, 5a participació en la Copa d'Or)

Membres de la zona caribenya classificats per la Copa del Carib 1998:
- Guanyadors:  Jamaica (3a participació en la Copa d'Or)
- Finalistes:  Trinitat i Tobago (2a participació en la Copa d'Or)

Membres de la zona centreamericana classificats per la Copa de Nacions de la UNCAF 1999:
- Guanyadors:  Costa Rica (3a participació en la Copa d'Or)
- Finalistes:  Guatemala (3a participació en la Copa d'Or)
- 3r lloc:  Hondures (4a participació en la Copa d'Or)

Classificats pel torneig classificatori (jugat als Estats Units a desembre de 1999)
| Equip       | Pts | PJ | PG | PE | PP | GF | GC |
| ----------- | --- | -- | -- | -- | -- | -- | -- |
| Canadà      | 7   | 3  | 2  | 1  | 0  | 4  | 2  |
| Haití       | 4   | 3  | 1  | 1  | 1  | 3  | 3  |
| Cuba        | 4   | 3  | 1  | 1  | 1  | 3  | 2  |
| El Salvador | 1   | 3  | 0  | 1  | 2  | 3  | 6  |

| Canadà      | 0 - 0 | Cuba        |
| El Salvador | 1 - 1 | Haití       |
| Canadà      | 2 - 1 | El Salvador |
| Cuba        | 0 - 1 | Haití       |
| Canadà      | 2 - 1 | Haití       |
| El Salvador | 1 - 3 | Cuba        |

Convidats:
- Colòmbia
- Perú
- Corea del Sud

## Primera fase

### Grup A
| Equip    | PJ | PG | PE | PP | GF | GC | Dif. | Pts |
| -------- | -- | -- | -- | -- | -- | -- | ---- | --- |
| Hondures | 2  | 2  | 0  | 0  | 4  | 0  | +4   | 6   |
| Colòmbia | 2  | 1  | 0  | 1  | 1  | 2  | -1   | 3   |
| Jamaica  | 2  | 0  | 0  | 2  | 0  | 3  | −3   | 0   |

| Colòmbia     | 1 – 0   | Jamaica |
| ------------ | ------- | ------- |
| Martínez 15' | Detalls |         |

| Jamaica | 0 – 2   | Hondures                         |
| ------- | ------- | -------------------------------- |
|         | Detalls | 51' (pen.) Pavón · 86' Caballero |

| Hondures              | 2 – 0   | Colòmbia |
| --------------------- | ------- | -------- |
| Pavón 71' · Núñez 78' | Detalls |          |

### Grup B
| Equip        | PJ | PG | PE | PP | GF | GC | Dif. | Pts |
| ------------ | -- | -- | -- | -- | -- | -- | ---- | --- |
| Estats Units | 2  | 2  | 0  | 0  | 4  | 0  | +4   | 6   |
| Perú         | 2  | 0  | 1  | 1  | 1  | 2  | -1   | 1   |
| Haití        | 2  | 0  | 1  | 1  | 1  | 4  | −3   | 1   |

| Estats Units                                  | 3 – 0   | Haití |
| --------------------------------------------- | ------- | ----- |
| Kirovski 18' · Wynalda 55' (pen.) · Jones 90' | Detalls |       |

| Haití     | 1 – 1   | Perú       |
| --------- | ------- | ---------- |
| Vorbe 61' | Detalls | 69' Zúñiga |

| Perú | 0 – 1   | Estats Units |
| ---- | ------- | ------------ |
|      | Detalls | 59' Jones    |

### Grup C
| Equip             | PJ | PG | PE | PP | GF | GC | Dif. | Pts |
| ----------------- | -- | -- | -- | -- | -- | -- | ---- | --- |
| Mèxic             | 2  | 1  | 1  | 0  | 5  | 1  | +4   | 4   |
| Trinitat i Tobago | 2  | 1  | 0  | 1  | 4  | 6  | -4   | 3   |
| Guatemala         | 2  | 0  | 1  | 1  | 3  | 5  | −2   | 1   |

| Mèxic                                           | 4 – 0   | Trinitat i Tobago |
| ----------------------------------------------- | ------- | ----------------- |
| Márquez 36' · Hernández 52', 75' · Palencia 85' | Detalls |                   |

| Trinitat i Tobago                                 | 4 – 2   | Guatemala               |
| ------------------------------------------------- | ------- | ----------------------- |
| Latapy 26' · Dwarika 36' · Nakhid 52' · Yorke 83' | Detalls | 30' Plata · 47' Ramírez |

| Mèxic    | 1 – 1   | Guatemala   |
| -------- | ------- | ----------- |
| Mora 26' | Detalls | 28' Miranda |

### Grup D
| Equip         | PJ | PG | PE | PP | GF | GC | Dif. | Pts |
| ------------- | -- | -- | -- | -- | -- | -- | ---- | --- |
| Costa Rica    | 2  | 0  | 2  | 0  | 4  | 4  | 0    | 2   |
| Canadà        | 2  | 0  | 2  | 0  | 2  | 2  | 0    | 2   |
| Corea del Sud | 2  | 0  | 2  | 0  | 2  | 2  | 0    | 2   |

| Costa Rica             | 2 – 2   | Canadà                   |
| ---------------------- | ------- | ------------------------ |
| Soto 11' · Wallace 54' | Detalls | 19', 57' (pen.) Corazzin |

| Canadà | 0 – 0   | Corea del Sud |
| ------ | ------- | ------------- |
|        | Detalls |               |

| Corea del Sud                | 2 – 2   | Costa Rica                 |
| ---------------------------- | ------- | -------------------------- |
| Dong Gook 14' · Min Sung 75' | Detalls | 66' Wanchope · 85' Medford |

## Fase final

### Quadre
|  | Quarts de final          | Quarts de final           |                           |   | Semifinals | Semifinals |  |  | Final | Final |
|  |                          |                           |                           |   |            |            |  |  |       |       |
|  | 19 de febrer - Miami     |                           |                           |   |            |            |  |  |       |       |
|  |                          |                           |                           |   |            |            |  |  |       |       |
|  | Estats Units             | 2 (1)                     |                           |   |            |            |  |  |       |       |
|  | Estats Units             | 2 (1)                     | 30 de gener - San Diego   |   |            |            |  |  |       |       |
|  | Colòmbia                 | 2 (2)                     |                           |   |            |            |  |  |       |       |
|  | Colòmbia                 | 2 (2)                     | Colòmbia                  | 2 |            |            |  |  |       |       |
|  | 19 de febrer - Miami     |                           | Colòmbia                  | 2 |            |            |  |  |       |       |
|  |                          | Perú                      | 1                         |   |            |            |  |  |       |       |
|  | Hondures                 | Perú                      | 1                         | 3 |            |            |  |  |       |       |
|  | Hondures                 |                           | 2 de febrer - Los Angeles | 3 |            |            |  |  |       |       |
|  | Perú                     | 5                         |                           |   |            |            |  |  |       |       |
|  | Perú                     | 5                         | Colòmbia                  | 0 |            |            |  |  |       |       |
|  | 20 de febrer - San Diego |                           | Colòmbia                  | 0 |            |            |  |  |       |       |
|  |                          | Canadà                    | 2                         |   |            |            |  |  |       |       |
|  | Costa Rica               | Canadà                    | 2                         | 1 |            |            |  |  |       |       |
|  | Costa Rica               | 30 de gener - Los Angeles |                           | 1 |            |            |  |  |       |       |
|  | Trinitat i Tobago        | 2                         |                           |   |            |            |  |  |       |       |
|  | Trinitat i Tobago        | 2                         | Trinitat i Tobago         | 0 |            |            |  |  |       |       |
|  | 20 de febrer - San Diego |                           | Trinitat i Tobago         | 0 |            |            |  |  |       |       |
|  |                          | Canadà                    | 1                         |   |            |            |  |  |       |       |
|  | Mèxic                    | Canadà                    | 1                         | 1 |            |            |  |  |       |       |
|  | Mèxic                    |                           |                           | 1 |            |            |  |  |       |       |
|  | Canadà                   | 2                         |                           |   |            |            |  |  |       |       |
|  | Canadà                   | 2                         |                           |   |            |            |  |  |       |       |

### Quarts de final
| Estats Units            | 2–2 (prò.) | Colòmbia                  |
| ----------------------- | ---------- | ------------------------- |
| McBride 20' · Armas 51' | Detalls    | 24' Asprilla · 81' Bedoya |

 Orange Bowl, Miami

Attendance: 32.972

Referee: Carlos Alberto Batres (GUA)        
|                                 |     | Penals                          |  |
| Wynalda Reyna Lewis Armas Olsen | 1–2 | Pérez Martínez Candelo Mosquera |  |

| Hondures                                       | 3–5     | Perú                                                                      |
| ---------------------------------------------- | ------- | ------------------------------------------------------------------------- |
| Clavasquín 32' · Pavón 67' (pen.) · Pineda 69' | Detalls | 7' Holsen · 14' (pen.) J. Soto · 50' Del Solar · 52' Palacios · 87' Saenz |

 Orange Bowl, Miami

Attendance: 32.972

Referee: Marío Sánchez (CHI)        
| Costa Rica   | 1–2 (gol d'or) | Trinitat i Tobago          |
| ------------ | -------------- | -------------------------- |
| Wanchope 89' | Detalls        | 26' Dwarika · 101' Trotman |

 Qualcomm Stadium, San Diego

Attendance: 18.062

Referee: Kim Young-Yoo (KOR)        
| Mèxic       | 1–2 (gol d'or) | Canadà                      |
| ----------- | -------------- | --------------------------- |
| Ramírez 35' | Detalls        | 83' Corazzin · 92' Hastings |

 Qualcomm Stadium, San Diego

Attendance: 18.062

Referee: Peter Prendergast (JAM)        

### Semifinals
| Colòmbia                       | 2–1     | Perú         |
| ------------------------------ | ------- | ------------ |
| Salazar 39' (pp) · Bonilla 53' | Detalls | 75' Palacios |

 Qualcomm Stadium, San Diego

Attendance: 3.402

Referee: Rafael Rodríguez (SLV)        
| Trinitat i Tobago | 0–1     | Canadà     |
| ----------------- | ------- | ---------- |
|                   | Detalls | Watson 68' |

### Final
| Canadà                          | 2–0     | Colòmbia |
| ------------------------------- | ------- | -------- |
| deVos 45' · Corazzin 67' (pen.) | Detalls |          |

| Copa d'Or de la CONCACAF de 2000 |
| -------------------------------- |
| · Canadà · Segon títol           |